# فيزياء التصوير بالرنين المغناطيسي

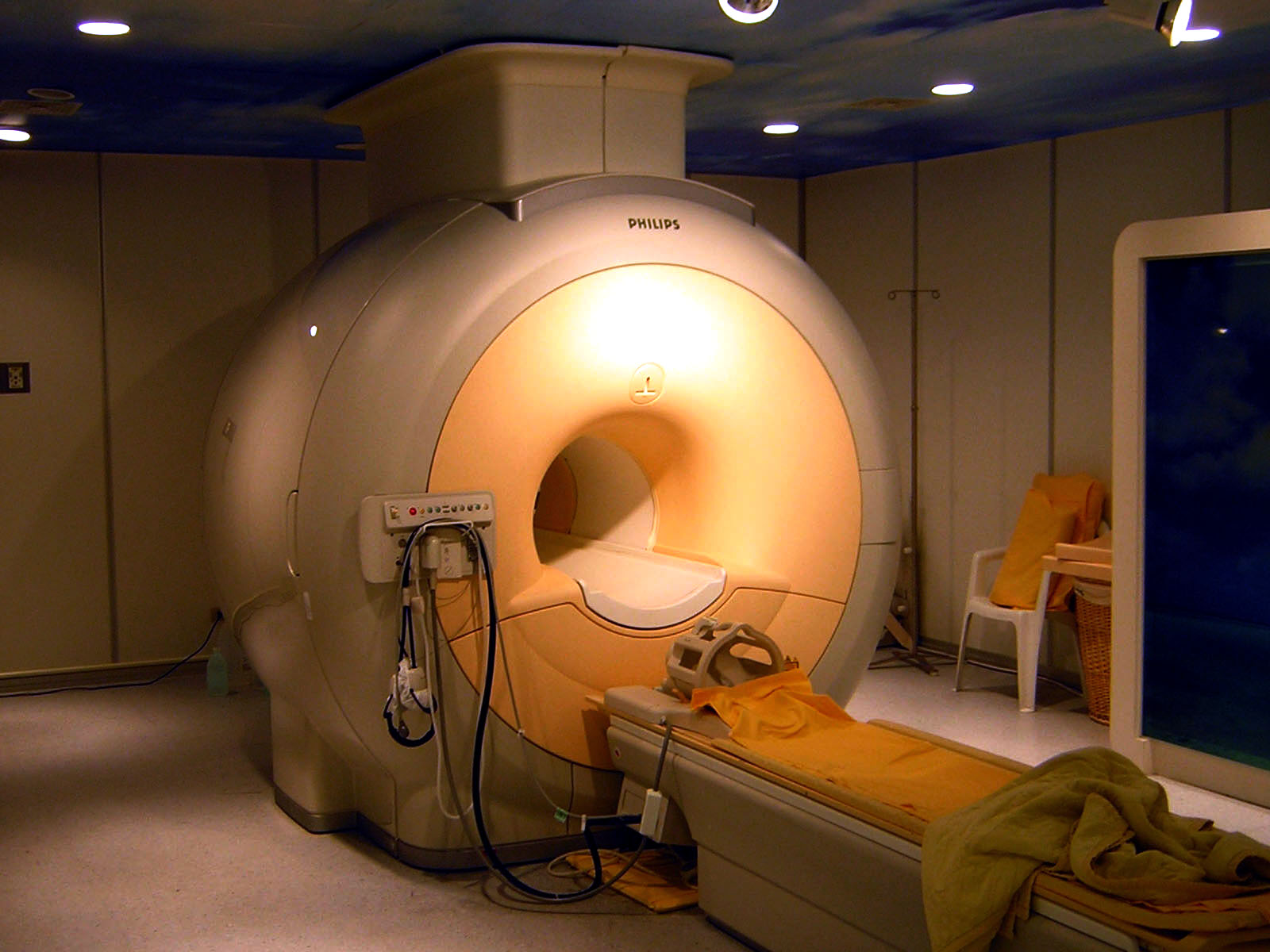
جهاز تصوير بالرنين المغناطيسي حديث

تتعلق فيزياء التصوير بالرنين المغناطيسي بالاعتبارات الفيزيائية الأساسية لتقنيات التصوير بالرنين المغناطيسي والجوانب التكنولوجية لأجهزة التصوير بالرنين المغناطيسي. التصوير بالرنين المغناطيسي هو تقنية تصوير طبية تستخدم في الغالب في علم الأشعة والطب النووي في سبيل الفحص التشريحي والفسيولوجي للجسم، واكتشاف الأمراض التي تشمل الأورام والالتهابات والحالات العصبية مثل السكتة الدماغية واضطرابات العضلات والمفاصل والتشوهات في القلب والأوعية الدموية وغيرها. يمكن حقن مواد التباين في الوريد أو في المفصل لتحسين الصورة وتسهيل التشخيص. على عكس الأشعة المقطعية والأشعة السينية، لا يستخدم التصوير بالرنين المغناطيسي أي إشعاع مؤين، وبالتالي فهو إجراء آمن مناسب للتشخيص عند الأطفال والذين يتطلبون التصوير المتكرر. حاليًا، قد يتمكن المرضى الذين أُجري لهم زرع أشياء معدنية محددة غير حديدية مغنطيسية، مثل زرع قوقعة الأذن أو أجهزة تنظيم ضربات القلب من التصوير بالرنين المغناطيسي على الرغم من آثار المجالات المغناطيسية القوية. لا ينطبق هذا على الأجهزة القديمة، تعطي الشركة المصنعة للجهاز التفاصيل للأخصائيين الطبيين.
هناك أنوية ذرية محددة قادرة على امتصاص طاقة التردد اللاسلكي وبعثها عند وضعها في مجال مغناطيسي خارجي. في التصوير بالرنين المغناطيسي الذي يُجرى لأغراض بحثية أو عملية، غالبًا ما تُستخدم ذرات الهيدروجين لتوليد إشارة تردد راديوي قابلة للكشف تستقبلها مستشعرات على مقربة من التشريح الذي يُجرى فحصه. تتواجد ذرات الهيدروجين بكثرة بشكل طبيعي في البشر والكائنات البيولوجية الأخرى، خاصة في الماء والدهون. ولهذا السبب، تحدد معظم فحوصات التصوير بالرنين المغناطيسي بشكل أساسي موقع الماء والدهون في الجسم. تثير نبضات الموجات الراديوية انتقال طاقة اللف المغزلي النووي، وتحدد تدرجات المجال المغناطيسي موقع الإشارة في المكان. من خلال تغيير بارامترات تسلسل النبضات، قد تنشأ تباينات مختلفة بين الأنسجة بناءً على خصائص الاسترخاء لذرات الهيدروجين فيها.
عندما تكون داخل المجال المغناطيسي (B0) للماسح الضوئي، تصطف خطوط العزم المغناطيسي للبروتونات بصورة متوازية إما في نفس اتجاه المجال أو عكسه. في حين أن كل بروتون فردي لا يمكن أن يكون له سوى اصطفاف من اثنين، يبدو أن مجموعة البروتونات تتصرف وكأنها يمكن أن يكون لها أي اصطفاف. تصطف معظم البروتونات بالتوازي مع B0 لأن هذه حالة طاقة أقل. ثم تُرسل نبضة تردد راديوي، والتي يمكن أن تثير البروتونات المتوازية من محاذاة في نفس الاتجاه إلى محاذاة في عكس الاتجاه، الأخيرة فقط هي ما يتعلق ببقية الحديث. استجابةً للقوة التي تعيدهم إلى وضع التوازن، تخضع البروتونات لحركة دوارة (مبادرة)، مثل عجلة الدوران تحت تأثير الجاذبية. ستعود البروتونات إلى حالة الطاقة المنخفضة من خلال عملية استرخاء الدوران الشبكية. يظهر هذا على شكل تدفق مغناطيسي، ينتج عنه تغيير الجهد في ملفات جهاز الاستقبال لإعطاء الإشارة. يعتمد التردد الذي يرن عنده البروتون أو مجموعة البروتونات في فوكسل على قوة المجال المغناطيسي المحلي حول البروتون أو مجموعة البروتونات، ويتوافق المجال الأقوى مع فرق طاقة أكبر وفوتونات ذات تردد أعلى. من خلال تطبيق مجالات مغناطيسية إضافية (التدرجات) التي تختلف خطيًا في المكان، يمكن تحديد شرائح محددة لتصويرها، ونحصل على صورة عن طريق أخذ تحويل فورييه ثنائي الأبعاد للترددات المكانية للإشارة (فضاء-ك). نظرًا لقوة لورنتز المغناطيسية من B0 على التيار المتدفق في ملفات التدرج، ستحاول ملفات التدرج التحرك لإنتاج أصوات طرق عالية، والتي يحتاج المرضى إلى حماية سمعهم منها.

## التاريخ
تطورت فكرة ماسح التصوير بالرنين المغناطيسي من 1975 إلى 1977 في جامعة نوتنغهام من قبل البروفيسور ريمون أندرو التابع للجمعية الملكية والتابع للمجتمع الملكي بإدنبرة بعد بحثه في الرنين المغناطيسي النووي. أنشئ الماسح الضوئي بهيكله الكامل في عام 1978.

## المغناطيسية النووية
تمتلك الجسيمات دون الذرية خاصية اللف المغزلي الكمية. أنوية معينة مثل 1H (البروتونات)، 2H ، 3He ، 23Na أو 31P ، لها دوران مغزلي غير صفري وبالتالي عزم مغناطيسي. في حالة ما يسمى أنوية لف مغزلي 1/2، مثل 1H، توجد حالتان من اللف المغزلي، يشار إليهما أحيانًا بالأعلى والأسفل. وليس لأنوية مثل 12C نيوترونات أو بروتونات غير مقترنة، ولا توجد محصلة دوران؛ لكن النظير 13C يفعل ذلك.
عندما توضع حالات اللف المغزلي هذه في مجال مغناطيسي خارجي قوي، فإنها تبادر حول محور على طول اتجاه المجال. تصطف البروتونات في حالتي متجه خاص للطاقة (تأثير زيمان): حالة منخفضة الطاقة وحالة عالية الطاقة، مفصولة بطاقة تقسيم صغيرة جدًا.

### الرنين والاسترخاء
نحتاج إلى ميكانيكا الكم لوضع نموذج لسلوك بروتون واحد بدقة، ولكن يمكن استخدام الميكانيكا الكلاسيكية لوصف سلوك مجموعة البروتونات بشكل كاف. كما هو الحال مع الجسيمات ذات اللف المغزلي النصفي، كلما قيس دوران بروتون واحد، فإنه لا يمكن أن يكون له سوى نتيجة واحدة من نتيجتين عادةً ما يُطلق عليهما متوازية ومضادة للتوازي. عندما نتناول حالة البروتون أو البروتونات، فإننا نشير إلى الدالة الموجية لهذا البروتون وهو مزيج خطي من الحالات المتوازية والمضادة للتوازي.
في وجود المجال المغناطيسي، B0، ستبدو البروتونات أنها تبادر بتردد لامور الذي تحدده النسبة المغناطيسية الدورانية للجسيم وقوة المجال. وأما الحقول الثابتة المستخدمة بشكل شائع في التصوير بالرنين المغناطيسي فتتسبب في مبادرة تتوافق مع فوتون الترددات الراديوية.
ترجع محصلة المغنطة الطولية في التوازن الديناميكي الحراري إلى زيادة طفيفة في البروتونات في حالة الطاقة المنخفضة. ويعطي هذا محصلة استقطاب موازيًا للمجال الخارجي. يمكن أن يؤدي إرسال نبضة ذات تردد راديوي إلى قلب صافيَ الاتجاه جانبيًا لمتجه الاستقطاب (بما يسمى نبضة 90 درجة)، أو حتى عكسه (بما يسمى نبضة 180 درجة). سوف تأتي البروتونات إلى مرحلة مع نبضة بتردد راديوي وبالتالي مع بعضها.
يسمى استعادة وضع المغنطة الطولية استرخاءً طوليًا أو T1 ويحدث بشكل أسي مع ثابت زمني T1. يسمى فقدان تماسك الطور في المستوى العرضي بالاسترخاء العرضي أو T2. وبالتالي يرتبط T1 مع المحتوى الحراري لنظام الدوران، أو عدد الأنوية ذات الدوران الموازي مقابل تلك المضادة للتوازي. من ناحية أخرى، يرتبط T2 بإنتروبيا النظام، أو عدد الأنوية في الطور.
عندما تتوقف نبضة التردد الراديوي، ينتج مكون المتجه العرضي مجالًا مغناطيسيًا متذبذبًا يحفز تيارًا صغيرًا في ملف جهاز الاستقبال. تُسمى هذه الإشارة بانحلال الحث الحر. في تجربة الرنين المغناطيسي النووي المثالية، يتحلل الحث الحر بشكل أسي تقريبًا مع ثابت زمني T2. ومع ذلك، في التصوير بالرنين المغناطيسي العملي، هناك اختلافات صغيرة في المجال المغناطيسي الثابت في مواقع مكانية مختلفة («عدم التجانس») التي تتسبب في اختلاف تردد لامور عبر الجسم. هذا يخلق تداخلًا هدامًا، مما يقصر انحلال الحث الحر. يسمى ثابت الزمن للانحلال المرصود للحث الحر بزمن الاسترخاء T2 * وهو أقصر دائمًا من T2. في نفس الوقت، تبدأ المغنطة الطولية في استعادة وضعها بشكل أُسي مع ثابت زمني T1 الأكبر كثيرًا من T2.
في التصوير بالرنين المغناطيسي، يتعزز المجال المغناطيسي الساكن بواسطة لفائف التدرج الحقلي كي يكون مختلفًا عبر المنطقة الممسوحة ضوئيًا، بحيث تصبح المواقع المكانية المختلفة مرتبطة بترددات بِدارية مختلفة. فقط المناطق التي يكون فيها المجال بحيث تكون ترددات المبادرات متوافقة مع تردد التردد الراديوي، هي التي ستحصل الإثارة عندها. تتعدل عادة هذه التدرجات في المجال لتمريرها عبر المنطقة المراد مسحها ضوئيًا، وهي مجموعة لا حصر لها تقريبًا من التردد الراديوي وتسلسلات نبضات تدرج التي تعطي التصوير بالرنين المغناطيسي التباين الخاص به. يؤدي تغيير التدرج في الحقل إلى نشر إشارة انحلال الحث الحر الناتجة في مجال التردد، ولكن هذه يمكن استردادها وقياسها من خلال تدرج إعادة التركيز (لإنشاء ما يسمى «صدى التدرج»)، أو عن طريق نبضة تردد راديوي (لإنشاء ما يسمى «صدى اللف المغزلي»)، أو في المعالجة اللاحقة لإشارة الانتشار. يمكن تكرار العملية برمتها عند حدوث بعض استرخاء T1 واستعادة التوازن الحراري لحالات اللف المغزلي بشكل أو بآخر. وقت التكرار (TR) هو الوقت بين حالتين من الإثارة متتاليتين للشريحة نفسها.